# Interpolazione di Lagrange
In analisi numerica l'interpolazione di Lagrange è un particolare tipo di interpolazione polinomiale, fu scoperta per la prima volta da Edward Waring nel 1779, successivamente da Leonhard Euler nel 1783 e infine riscoperta da Joseph Louis Lagrange nel 1795.

## Definizione
Data una funzione {\displaystyle f(x)} e {\displaystyle n+1} punti {\displaystyle a_{0},a_{1},a_{2}...a_{n}} per cui sono noti i valori
{\displaystyle f(a_{0}),f(a_{1}),f(a_{2})...f(a_{n})} si definisce il polinomio interpolatore di Lagrange della funzione {\displaystyle f} il polinomio
{\displaystyle P(x)=\sum _{i=0}^{n}{f(a_{i})\prod _{j\neq i,j=0}^{n}{\frac {x-a_{j}}{a_{i}-a_{j}}}}}

## Proprietà
Per ogni {\displaystyle i=1,2...n} si ha {\displaystyle P(a_{i})=f(a_{i})} e per qualsiasi {\displaystyle x} si ha
{\displaystyle f(x)=P(x)+{\frac {1}{n!}}\prod _{i=1}^{n}{(x-a_{i})}f^{(n)}(\xi )}
dove {\displaystyle \xi } è un valore incognito funzione di {\displaystyle x} appartenente all'intervallo minimo a cui appartengono i punti {\displaystyle a_{1},a_{2}...a_{n}} e {\displaystyle x}.

## Dimostrazione
Per semplicità scriviamo
{\displaystyle p_{n}(x)=\prod _{i=1}^{n}(x-a_{i})}
per cui
{\displaystyle P(x)=\sum _{i=1}^{n}{f(a_{i})g_{i}(x)}}
dove
{\displaystyle g_{i}(x)={\frac {p_{n}(x)}{(x-a_{i})p_{n}'(a_{i})}}=\prod _{j\neq i}{\frac {x-a_{j}}{a_{i}-a_{j}}}}
ora abbiamo che per ogni {\displaystyle i\neq j} accade che {\displaystyle g_{i}(a_{j})=0} poiché l'espressione di {\displaystyle g_{i}(x)} contiene un fattore {\displaystyle x-a_{j}} a numeratore, del resto {\displaystyle g_{i}(a_{i})=1} per ogni {\displaystyle i} da cui {\displaystyle P(a_{i})=f(a_{i})}.
Adesso consideriamo la funzione
{\displaystyle F(z)=f(z)-P(z)-[f(x)-P(x)]{\frac {p_{n}(z)}{p_{n}(x)}}}
quando {\displaystyle x\neq a_{i}\forall i}, essa ha {\displaystyle n+1} zeri nei punti {\displaystyle a_{1},a_{2}...a_{n}} e {\displaystyle x}, derivando {\displaystyle n} volte
{\displaystyle F^{(n)}(z)=f^{(n)}(z)-P^{(n)}(z)-[f(x)-P(x)]{\frac {p_{n}^{(n)}(z)}{p_{n}(x)}}}
Dall'applicazione del teorema di Rolle per {\displaystyle n} volte la funzione {\displaystyle F^{(n)}(z)} ha almeno uno zero {\displaystyle \xi } nell'intervallo minimo che contiene {\displaystyle a_{1},a_{2}...a_{n}} e {\displaystyle x}.
Sappiamo che {\displaystyle p_{n}(x)} è un polinomio di grado {\displaystyle n} il cui coefficiente di {\displaystyle x^{n}} è 1, per cui {\displaystyle p_{n}^{(n)}(x)=n!}, invece {\displaystyle P(x)} è un polinomio di grado {\displaystyle n-1} per cui
{\displaystyle P^{(n)}(x)=0}, infine
{\displaystyle F^{(n)}(z)=f^{(n)}(z)-P^{(n)}(z)-[f(x)-P(x)]{\frac {n!}{p_{n}(x)}}}
{\displaystyle 0=F^{(n)}(\xi )=f^{(n)}(\xi )-[f(x)-P(x)]{\frac {n!}{p_{n}(x)}}}
da cui
{\displaystyle f(x)-P(x)={\frac {p_{n}(x)}{n!}}f^{(n)}(\xi )}